# Карен Йънг
Карен Йънг (на английски: Karen Young) е американска писателка, авторка на бестселъри в жанра съвременен любовен роман.

## Биография и творчество
Карен Йънг е родена в САЩ. От малка е запалена читателка.
Заради постоянните премествания, поради работата на съпруга си, не може да работи нещо постоянно и да прави кариера, затова опитва да пише книги.
Първият ѝ му роман „Yesterday's Promise“ (Вчерашно обещание) е публикуван през 1983 г.
През 1993 г. е удостоена с пристижната награда „РИТА“ за съвременния си любовен роман „The Silence of Midnight“ (Мълчанието от полунощ). През 1994 г. получава награда за цялостно творчество от списание „Romantic Times“.
Главните героини на романите ѝ са жени, които преодоляват различни трудности в живота си, като бременост, изневяра и алкохолизъм.
Произведенията на писателката са издаден в повече от 10 милиона копия по света.
Карен Йънг живее в Хюстън, Тексас.

## Произведения

### Самостоятелни романи
- Yesterday's Promise (1983)
- Irresistible Intruder (1984)
- A Wilder Passion (1985)
- Darling Detective (1986)
- The Forever Kind (1986)
- Maggie Mine (1987)
- Sarah's Choice (1988)
- All My Tomorrows (1988)
- Compelling Connection (1989)
Неизбежна любов, изд.: „Арлекин България“, София (1995), прев. Светлозар Николов
- Debt of Love (1991)
- The Silence of Midnight (1992) – награда „РИТА“
- Touch the Dawn (1992)
- Puzzle me out (1993)
- Good Girls (1997)
- Full Circle (1998)
- What Child Is This? (1999)
- Kiss and Kill (2000)
- Someone Knows (2002)
- Private Lives (2003)
- In Confidence (2004)
- Never Tell (2005)
- Belle Pointe (2006)
- Blood Bayou (2009)
- Missing Max (2010)
- Lie for Me (2011)
- Time to Heal (2011)

### Серия „О'Конър“ (O'Connor)
1. Roses and Rain (1994)
2. Shadows in the Mist (1994)
3. The Promise (1994)

### Участие в общи серии с други писатели

#### Серия „Близо до вкъщи“ (Close to Home)
- Beyond Summer (1991)

от серията има още 9 романа от различни автори

#### Серия „Жените, които се борят“ (Women Who Dare)
32. Sugar Baby (1996)
от серията има още 32 романа от различни автори

#### Серия „Девет месеца по-късно“ (Nine Months Later)
- Having His Baby (1996)

от серията има още 63 романа от различни автори

#### Серия „Семеен мъж“ (Family Man)
24. A Father's Heart (1998)
от серията има още 29 романа от различни автори